# エウドキア・ラスカリナ
エウドキア・ラスカリナ（ドイツ語：Eudokia Laskarina, ギリシャ語：Ευδοκία Λασκαρίνα, 1210/2年 - 1247年以降）またはゾフィー（Sophie）は、ニカイア帝国の皇女。

## 生涯
エウドキアはニカイア皇帝テオドロス1世ラスカリスとアンナ・アンゲリナの間の娘である。
最初エウドキアはラテン皇帝ロベールと婚約したが、この結婚はコンスタンティノープル総主教に阻止された。その後エウドキアはオーストリア公フリードリヒ2世と結婚したが離婚し、次に（1230年以前）、アンソー・ド・カイユーと再婚した。アンソー・ド・カイユーは1237年から1238年までラテン帝国の摂政をつとめた。
1247年、夫アンソー・ド・カイユーは、チョルルの町を東ローマ皇帝ヨハネス3世ドゥーカス・ヴァタツェスに攻撃されないよう、エウドキアの保護下に置いた。ヨハネス3世はエウドキアの姉イレーネー・ラスカリナと結婚していた。
エウドキアは、フリードリヒ2世との結婚に関する資料において、ゾフィーの名で記されている。